# سهل الدبدبة
سهل الدبدبة هي أرض صحراوية تقع على بعد 100 ميل غرب مدينة الكويت ، فيها شجيرات الرمث و الحمض، و أعشاب صالحة للرعي، وفيها ينبت نبات الفقع، و توجد الغزلان والأرانب والحبارى، نقب فيها النفط عام 1959 ولم يعثر له على أثر ووجدت المياه العذبة إلى الجنوب منها.